# Junior Kabananga
Junior Kabananga Kalonji (* 4. dubna 1989, Kinshasa, Zaire, dnešní DR Kongo) je konžský fotbalový útočník a reprezentant. Od roku 2015 působí v kazašském klubu FC Astana.

## Klubová kariéra
- FC MK Etanchéité 2009–2010
- RSC Anderlecht 2010–2013
- →  Germinal Beerschot 2011 (hostování)
- →  KSV Roeselare 2012–2013 (hostování)
- Cercle Brugge KSV 2013–2015
- FC Astana 2015– [2]

## Reprezentační kariéra
V A-mužstvu Demokratické republiky Kongo debutoval v roce 2014.
Zúčastnil se Afrického poháru národů 2015, kde s týmem získal bronzovou medaili.